# The Hurricanes
The Hurricanes (Hurricanes - Os Craques da Bola no Brasil) foi uma série animada produzida pela companhia DiC Entertainment. Foi criada em 1993 e encerrada em 1997.
No Brasil foi transmitida somente pelo SBT na sessão Sábado Animado, na década de 1990.

## Sinopse
Os Hurricanes são o melhor time de futebol do mundo e cada episódio da série se baseia em seus esforços para preservar seu título e/ou sobreviver a alguma aventura. Seus maiores adversários (dentro e fora do campo) são os Gorgons, um time de trapaceiros dispostos a tudo para serem campeões mundiais de futebol.

## Personagens
- Amanda Carey: Dona do Hispanola Hurricanes, Amanda herdou o time do pai dela. Sendo uma adolescente, ela precisa da permissão da mãe para ficar à frente do gerenciamento do time e precisa manter notas satisfatórias na escola para manter essa permissão. Apesar disso, ela às vezes se envolve nos esforços dos jogadores em frustrar os truques sujos dos Gorgons ou outros vilões que eles encontram pelo caminho. No final de quase todos os episódios, ela aparece para explicar a moral de cada um deles.
- Cal Casey: Capitão dos Hurricanes. Se a equipe enfrenta um problema fora do futebol, ou se os Gorgons não fazem nada certo, Cal geralmente vai ajudar a definir as coisas direito. Amanda é apaixonada secretamente por ele.
- Platão Quiñones: Um brasileiro ingênuo que acredita em superstições como vampiros. Ele não usa calçados e joga futebol com os pés descalços. No episódio "Go Ape!", Platão contrabandeia um macaco, nomeou-o Topper no estádio e ele se torna pet de Platão e um dos mascotes da equipe.
- Napper Thompson: Um inglês que gosta de poesia e histórias de ficção científica e melhor amigo de Cal. Tende a entrar em situações mais estranhas do que os outros. Em "O Traidor", ele tem um transmissor implantado por Gargos sem saber colocado em seu recheio para que ele possa roubar segredos dos Hurricanes. Em "O Senhor Napper de Stepney", Napper herdou a fortuna de seu tio com a condição de que ele nunca joga futebol nunca mais, o que é muito estranho por seu tio ser um grande fã de futebol, mas abriu mão do dinheiro por seus amigos. Em "A Grande Muralha Defensiva da China", um culto acredita que Napper é o "único".
- Helmut Beethoven e Jorg Beethoven: gêmeos alemães que apesar de estar confiante em suas habilidades como atacantes da equipe, muitas vezes brigam um contra o outro. Helmut é mais magro, mais alto, não muito esperto e insiste em ser o motorista do ônibus da equipe. Jorg é mais baixo, mais musculoso e usa uma tiara.
- "Stats" Hiro: meio-campista vindo do Japão. Ele é o menor e um dos membros mais ágeis. Ele é muito inteligente e mecanicamente inclinado a criação de uma câmara de voo chamou o olho do voo e um high-tech "computador-'bot" chamado Matt (Análise Multimedia e Formação Toolkit). Em "Team Spirit", ele machucou a perna e foi substituído em seu jogo contra os Eagles com Little Bear.
- Dino Allegro: O goleiro italiano da equipe. Dino manteve uma foto de seu irmão em sua bolsa para olhar antes de cada jogo. Garkos descobriu isso e manda Rebo roubá-la, esmagando sua confiança. Recebeu a visita de seu irmão para ficar com a cabeça de volta no jogo. Ele também tem medo de espaço e voar em um ônibus espacial.
- Oliver Marley, também conhecido como Rude, é um jogador da Jamaica. Ele era um elevado abandono escolar, até que "Marley in Chains", onde ele recebe o seu certificado de ensino médio após o incentivo de Napper que também não terminou a escola.
- Georgie Wright: Um jogador de futebol Inglês, que sempre chama o sorteio no início da partida. Ele não sabe nadar e está com medo ou grandes corpos de água por causa disso.
- Papillon: talentoso atacante da equipe, francês com um nome de uma palavra semelhante a Pelé . Ele tem um olho para as senhoras e tem uma personalidade suave geral. Ele também gosta de dirigir carros e corridas rápidas.
- Toro Contrais: Um jogador volumoso de Espanha, que é um pouco confiante demais em campo. Quando Jock suspende-o temporariamente, Toro torna-se um lutador chamado "O Matador Mascarado".
- Andy Stone: Filho de Jock Stone, Andy é o médico da equipe. Ele criou um revolucionário frio compressa que ele usou em um jogo contra a Zâmbia.
- Stavros Garkos - Dono do Garkos Gorgons, Stavros Garkos é capaz dos mais diversos esquemas desonestos para que seu time seja campeão mundial e/ou expandir seu império financeiro global, as Empresas Garkos. Seu império inclui hotéis, parques temáticos, uma financeira, uma estação de tevê, uma companhia de seguros que cobre o satélite da emissora, um laboratório que passou a pertencer a ele quando a antiga dona não conseguiu pagar o empréstimo feito com a financeira, entre outras coisas. Garkos é o principal vilão da série e causa problemas para os Hurricanes em quase todos os episódios em que aparece. Outros de seus objetivos incluem destruir os Hurricanes e "provar" que o futebol é um esporte grego. Ele também chegou a investir na indústria cinematográfica mas seus esforços em fazer com que um dos Hurricanes se machucasse nas filmagens fizeram o investimento fracassar.
- Jock Stone - Inspirado em Jock Stein, Jock Stone é o técnico dos Hurricanes. Quando jogava futebol, seu time era o Inverfinnan Celtics, pelo qual ele costumava ser o técnico antes de decidir treinar os Hurricanes. Ele também foi comentarista esportivo por um breve período quando um dos truques do Garkos o fez deixar os Hurricanes mas deixou esse trabalho quando os Hurricanes o convenceram a voltar a treiná-los.
- Winston Honeychurch - Afro-Americano e novaiorquino, Winston Honeychurch é um comentarista que comenta todos os jogos oficiais em que os Hurricanes participam. Raramente interage de forma direta com outros personagens mas, quando o faz, isso produz um grande efeito na trama. Exemplos de episódios em que ele interage com outros personagens são: "There's Only one Jock Stone", onde, depois que Jock deixa os Hurricanes, Winston lhe oferece um emprego de comentarista no programa dele, fazendo o programa ser temporariamente renomeado "Rapping With Winston and Jock"; e "Target: Winston", onde um criminoso que manipula resultados de jogos para ganhar apostas teme que Winston o tenha visto subornar um árbitro e tenta matá-lo. Com a ajuda dos Hurricanes e, surpreendentemente, dos Gorgons, o criminoso é capturado e descobre que, contrário ao que ele temia, Winston não o reconhecera. Entretanto, Winston menciona ter encontrado uma agenda de telefones, que a polícia confiscou e usou como prova para condenar o criminoso.
- Wyn Smithe e Genghis Khan: Os dois melhores jogadores do Garkos Gorgons, eles também servem como braço direito de Stavros Garkos e são alistados para ajudá-lo em seus esquemas. São poucos episódios que exibem o Gorgons jogando sem os dois (exceto por lesão) ou com um deles aparecendosem o outro. Um exemplo disso ocorrendo é em "When Hurricanes Collide", quando Genghis apareceu, enquanto Wyn não participou.
- Rebo: outro ajudante de Stavros Garkos em seus planos, inclusive quando roubou o amuleto da sorte de Dino Allegro no episódio "Blood Match", prejudicando as habilidades do goleiro dos Hurricanes.
- Benny, o Viking: Um malsucedido jogador de futebol sueco, detestado em seu país por sempre jogar sujo.

## Sites relacionados
- «Hurricanes no site DIC»
- Hurricanes no IMDb
- Hurricanes (em inglês) no TV.com
- «Tv.com - Hurricanes»